# Sedona, Arizona

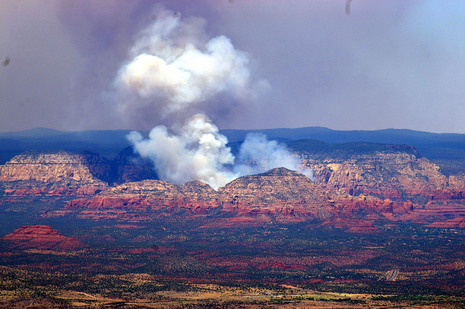
Ngọn lửa Brins năm 2006

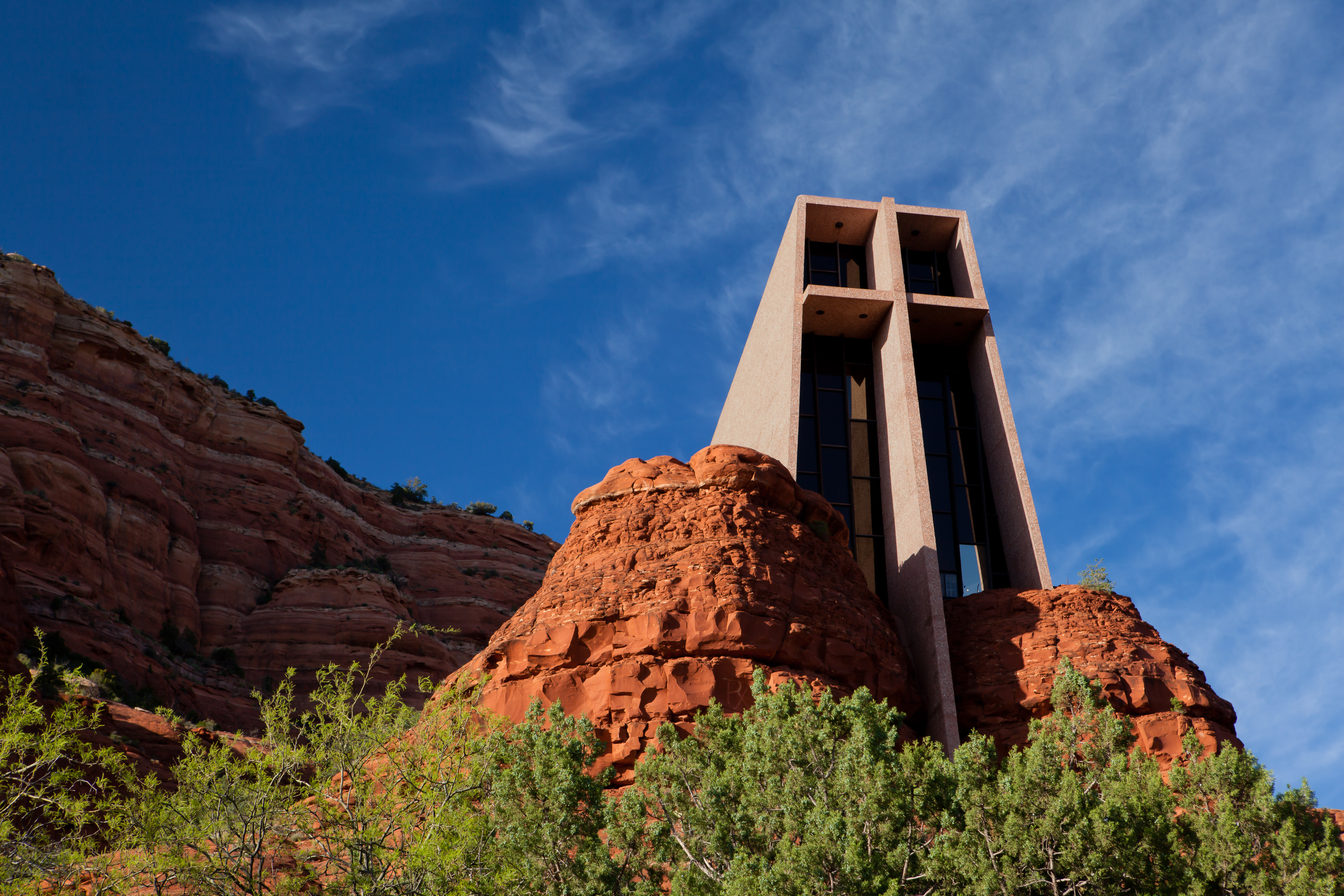
Nhà thờ Holy Cross, 2010

Sedona /s[invalid input: 'ɨ']ˈdoʊnə/ là một thành phố nằm giữa quận Coconino và Yavapai, ở phía Bắc thung lũng Verde, thuộc tiểu bang Arizona, Hoa Kỳ. Theo điều tra dân số năm 2010, dân số của nó là 10.031 người.
Sedona thu hút rất đông khách du lịch tới đây bởi màu đỏ của những núi đá sa thạch. Sedona hiện lên rực rỡ khi những núi đá sa thạch có màu cam và đỏ vào lúc mặt trời mọc hoặc khi hoàng hôn. Hoạt động phổ biến cho các du khách khi tới đây là đi bộ đường dài và đi xe đạp xuyên qua các con đường mòn trên núi.
Sedona được đặt theo tên của Sedona Arabella Miller Schnebly (1877-1950), vợ của Theodore Carlton Schnebly, nhân viên bưu điện đầu tiên của thành phố, người được biết đến với sự cần cù và hiếu khách.